# Rat der Donaustädte und -regionen
Der Rat der Donaustädte und -regionen / RDSR (Council of Danube Cities and Regions / CoDCR) wurde 2009 in Budapest gegründet. Damit wurde dem von Ulm aus initiierten und über Jahre gewachsenen kommunalen und regionalen Kooperations-Netzwerk entlang der Donau ein organisatorischer Rahmen gegeben. Seit spätestens 2022 zeigt der Rat keine Aktivitäten mehr.
Die Strategie der Europäischen Union für den Donauraum (EUSDR) betont die besondere Bedeutung der Städte und Regionen bei der Förderung institutioneller Kapazität und Zusammenarbeit und fordert die aktive Beteiligung des Rates der Donaustädte und -regionen als strategischer Partner in der Entwicklung und Kommunikation von gemeinsamen Projekten in den Bereichen Umwelt, Energie, Kultur, Tourismus und Zivilgesellschaft.
Die Funktion des RDSR als Netzwerkorganisation für den Donauraum sollte durch die Schaffung verbindlicher Strukturen weiter gefestigt und ausgebaut werden, unter anderem durch die „Urban Platform Danube Region“. Der RDSR sollte zur Entwicklung einer starken, wirtschaftlich, politisch und kulturell miteinander verbundenen europäischen Makroregion entlang der Donau beitragen. Er verstand sich als Partner der baden-württembergischen Landesregierung und der bayerischen Staatsregierung bei der aktiven Umsetzung der EU-Donauraumstrategie, um die von der EU-Kommission auf den Donauraum fokussierten Projekte und Förderprogramme systematisch für die Partnerländer, -städte und -regionen entlang der Donau nutzbar zu machen. 2016 beteiligen sich über 80 Städte und Regionen entlang der Donau an der Arbeit des RDSR. Dieser Stand habe laut einem Bericht von 2022 die „besten Zeiten“ des Rats dargestellt. Der Rat liege mittlerweile „auf Eis“, solle aber wiederbelebt werden.

## Organisation
- Vollversammlung (Europäische Konferenz der Donaustädte und -regionen)[2]

- Geschäftsstellen in Ulm, Wien (Sitz des Generalkoordinators) und Bukarest (Generalsekretariat)

- Donaubeauftragte als Ansprechpartner und Koordinatoren für den RDSR/CoDCR bei der Umsetzung der EUSDR auf lokaler Ebene

### Präsidium
Das Präsidium / Exekutivkomitee tagte in der Regel öffentlich; Vertreter aller teilnehmenden Städte und Regionen wurden zu den Sitzungen eingeladen.
Das Präsidium bestand 2016 aus:
- Gunter Czisch, bis 2024 Oberbürgermeister von Ulm (Präsident)
- Michael Häupl, bis 2018 Bürgermeister von Wien
- Ivo Nesrovnal, bis 2018 Oberbürgermeister von Bratislava
- Joachim Wolbergs, bis 2020 Oberbürgermeister von Regensburg (ab 2017 suspendiert)
- István Tarlós, bis 2019 Oberbürgermeister von Budapest
- Istvan Pasztor, 2023 verstorbener[4] Präsident des Parlaments der AP Vojvodina / Serbien
- Jordanka Fandakova, bis 2023 Oberbürgermeisterin von Sofia
- Ivan Penava, Bürgermeister von Vukovar, Kroatien
- Denis Ambruš, Vizebürgermeister von Osijek, Kroatien
- Plamen Stoilov, Bürgermeister von Ruse, Bulgarien
- Nicolae Barbu, Bürgermeister von Giurgiu, Rumänien
- Tudor Nădrag, Bürgermeister von Hârșova, Rumänien
- Peter Langer, Generalkoordinator und Sprecher, Ulm/Wien
- Eric Bartha, Generalsekretariat Bukarest
- Otto Schwetz, Stadt Wien, als Vertreter der ARGE Donauländer
- Vertreter des EUSDR-PA 10 „Institutional Capacity“
- Vertreter des Danube Civil Society Forum (DCSF)

## Ziele
Im Zeitraum bis 2015 wurden acht europäische Konferenzen der Donaustädte und -regionen  durchgeführt, in der die Ziele erarbeitet wurden. Das Ziel, die EU-Donauraumstrategie, die auf Initiative Österreichs, Rumäniens, Baden-Württembergs und des von Ulm aus initiierten Netzwerks der Donaustädte entstand, wurde vom Rat der Europäischen Union am 24. Juni 2011 beschlossen. Diese besteht hauptsächlich aus folgenden Bereichen, in der die Donau als Mittelpunkt steht:
- Verkehrsinfrastruktur
- erneuerbare Energie
- Kultur und Tourismus
- Umweltschutz und Wasserqualität
- Wissenschaft
- Bildung und Informationsgesellschaft
- Zivilgesellschaft
- Ausbau von Institutionen
- Stadt- und Regionalentwicklung

## Mitgliedstaaten
Die Donau-Strategie betrifft neun EU-Mitgliedstaaten:
- Bulgarien
- Deutschland
- Kroatien
- Österreich
- die Tschechische Republik
- Ungarn
- Rumänien
- die Slowakische Republik
- Slowenien

Außerhalb der EU bezieht sie folgende Staaten ein:
- Serbien
- Bosnien und Herzegowina
- Montenegro
- die Republik Moldau
- die Ukraine[6]